# Chésalles
Chésalles (toponimo francese) è una frazione del comune svizzero di Marly, nel Canton Friburgo (distretto della Sarine).

## Storia

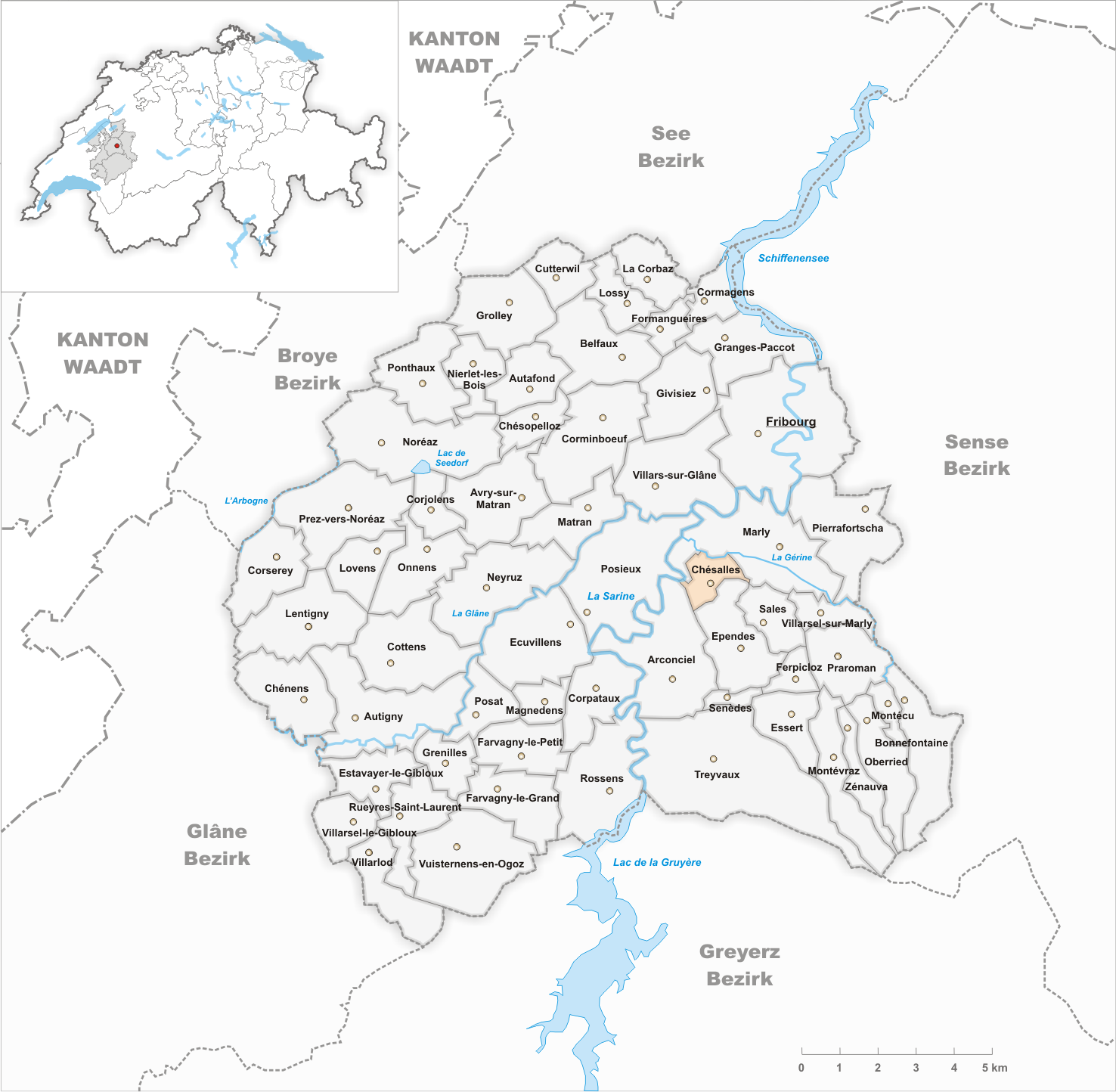
Il territorio del comune di Chésalles prima degli accorpamenti comunali del 1976

Già comune autonomo, nel 1976 è stato accorpato al comune di Marly.